# Duvan (roman)
Duvan (tyska: Die Taube) är en kortroman av den tyska författaren Patrick Süskind som ursprungligen publicerades 1988, och på svenska 2007.
Romanen handlar om den fiktiva karaktären Jonathan Noel, en enstörig Parisbo som jobbar som säkerhetsvakt på en bank. Jonathan genomgår en livskris när en duva helt plötsligt sitter framför hans en-rummares dör, vilket gör att han inte kan gå in i sin privata helgedom.
Berättelsen äger rum under enbart en dag, och följer hur den här till synes oviktiga händelsen bidrar till att hota Jonathans sans. Duvan är en symbol för oordning som inträder i protagonistens noggrant ordnade existens.